# لالایی مضحک
« لالایی مضحک» (به انگلیسی: Foolish Lullaby) تک‌آهنگی از هنرمند اهل ایالات متحده آمریکا لورا برانیگن است که در سال ۱۹۹۸ میلادی منتشر شد.